# Chozas de Abajo
Chozas de Abajo es un municipio y aldea española de la provincia de León, en la comunidad autónoma de Castilla y León. Se encuentra en la comarca natural del Páramo Leonés y lo componen nueve núcleos de población: Antimio de Arriba, Ardoncino, Banuncias, Cembranos, Chozas de Abajo, Chozas de Arriba, Méizara, Mozóndiga y Villar de Mazarife. Cuenta con una población de 2678 habitantes (INE 2024).

## Geografía
Integrado en la comarca de El Páramo, se sitúa a 17 kilómetros de la capital leonesa. El término municipal está atravesado por las siguientes carreteras:
- Autopista AP-71 (León - Astorga)
- Autovía Ruta de la Plata (A-66), que permite la conexión rápida con León y la A-6.
- Carretera nacional N-630, entre los pK 159 y 161, alternativa convencional a la A-66.
- Carretera autonómica CL-622, que une León con La Bañeza.
- Carretera provincial LE-413, que permite la comunicación con Villadangos del Páramo y Santa María del Páramo.
- Carreteras locales que conectan las pedanías y con los municipios vecinos de Bustillo del Páramo, Villadangos del Páramo, Valverde de la Virgen, Santovenia de la Valdoncina, Ardón y Vega de Infanzones.

El territorio que integra la capital municipal presenta los siguientes límites: 
| Noroeste: Valverde de la Virgen                     | Norte: Valverde de la Virgen y Santovenia de la Valdoncina | Nordeste: Onzonilla |
| Oeste: Villadangos del Páramo y Bustillo del Páramo |                                                            | Este: Ardón         |
| Suroeste: Bustillo del Páramo                       | Sur: San Pedro Bercianos y Valdevimbre                     | Sureste: Ardón      |

El exclave de Cembranos limita con Onzonilla, Vega de Infanzones y Ardón.
El exclave de El Retortero limita con Vega de Infanzones, Campo de Villavidel y Ardón.
El relieve del municipio está definido por el típico páramo leonés, por el que discurren algunos arroyos. Cuenta con algunas pequeñas lagunas dispersas por el territorio. La altitud oscila entre los 905 metros al noroeste y los 840 metros al sureste. El pueblo se alza a 883 metros sobre el nivel del mar.

## Demografía

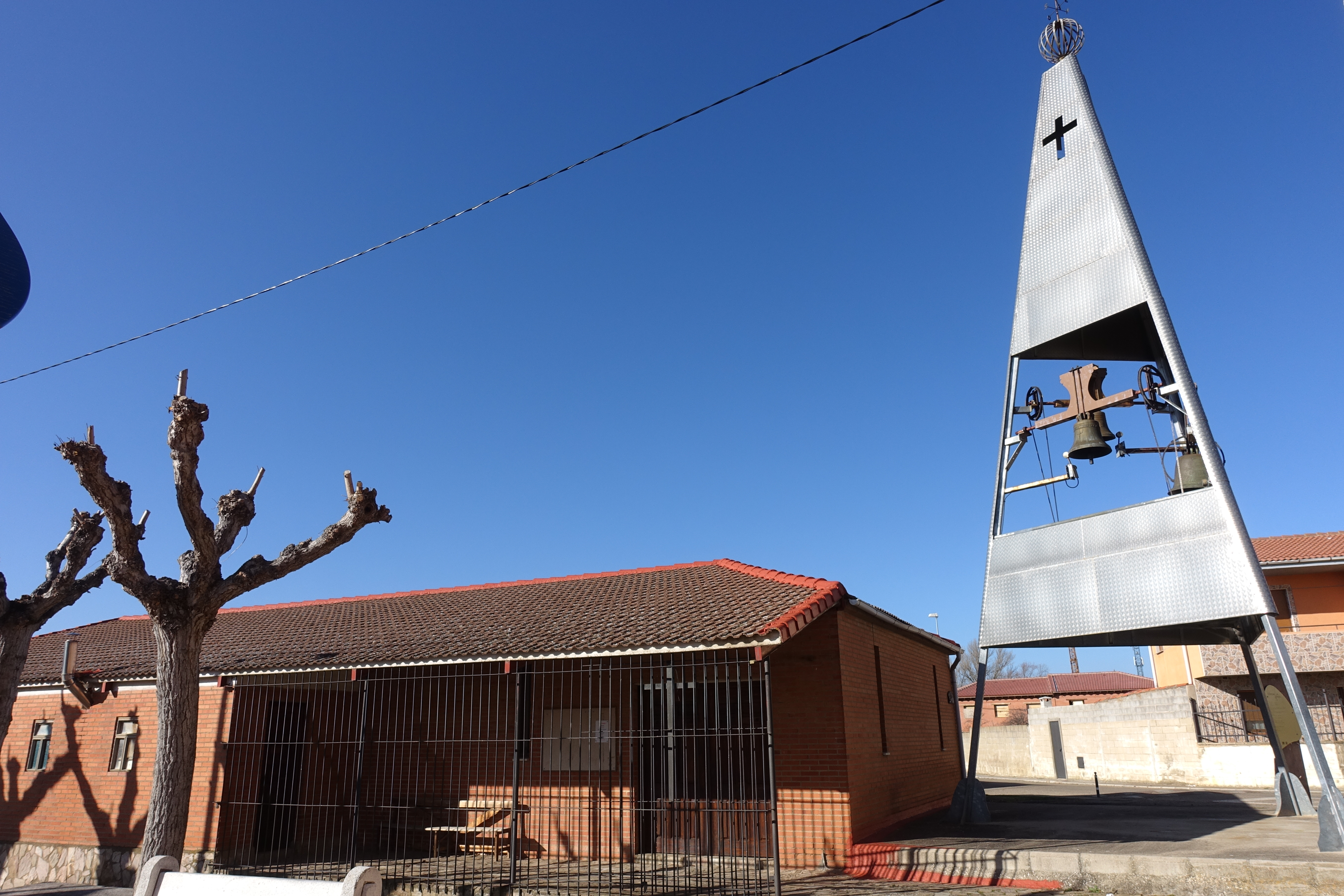
Iglesia de San Martín

Cuenta con una población de 2678 habitantes (INE 2024). Dada su cercanía a la ciudad de León, en las últimas décadas el municipio ha visto aumentar su población, al tener la vivienda unos precios más reducidos que en el municipio legionense, ejerciendo Chozas de municipio dormitorio para parte de los vecinos, que desarrollan su actividad laboral en otros municipios del área metropolitana de León, de la que forma parte también Chozas de Abajo.
| Gráfica de evolución demográfica de Chozas de Abajo entre 1842 y 2021                                                 |
| |
| Población de derecho según los censos de población del INE. Población de hecho según los censos de población del INE. |